# Iglesia de Santo Tomás (Haro)
La iglesia parroquial de Santo Tomás Apóstol es un templo religioso de culto católico bajo la advocación de Tomás el Apóstol de la localidad de Haro, en la comunidad autónoma de La Rioja (España). Fue declarada Monumento Histórico-Artístico Nacional en 1931.
Se encuentra situada en el segundo cerro más alto del casco urbano, denominado de La Mota o La Atalaya, lo que la hace visible desde muchos puntos de la ciudad y desde casi cualquier punto del extrarradio de Haro.
Su construcción se dilató en el tiempo entre los siglos XVI y XVI, haciendo visibles diferentes estilos según la época en la que se realizaron las diferentes partes. Así la parte más antigua y valorada es su portada principal, de estilo plateresco, construida por Felipe Bigarny, considerado uno de los más insignes escultores del renacimiento español. La cabecera de la iglesia, de gran altura, es de estilo gótico tardío, siendo el resto de la nave renacentista. La gran torre, es principalmente barroca y fue de suma importancia, puesto que sirvió de modelo para la construcción de otras torres en La Rioja. Su retablo mayor y su órgano también son barrocos.

## Historia de su construcción

### Antigua parroquia de San Martín
En la plazoleta San Martín se encontraba la antigua iglesia parroquial de la localidad, dedicada a San Martín (situada donde se encuentra el edificio que alberga el Bar Kaya). Domingo Hergueta indica que era de estilo bizantino, que hasta el siglo XVII se enterraba en esta iglesia, aunque debido a sus pequeñas dimensiones se usaba solo ocasionalmente.
Rodríguez Arnáez indica que al quedarse pequeña por el aumento de la población se decidió construir la nueva de Santo Tomás.
El 13 de diciembre de 1809 las comunidades eclesiástica y seglar, decidieron que se suspendiera la misa que se celebraba en esta iglesia los días festivos, debido a su espacio reducido que provocaba que se atropellase la gente, causando algunas irreverencias. Dicha misa en festivos se trasladaría a la iglesia de Santo Tomás. Los franceses que se encontraban en Haro durante la Guerra de la Independencia Española la utilizaron entonces como almacén de leña. En 1820, por su falta de uso ya se quiso vender. Finalmente esto fue llevado a cabo en 1822 por decisión de la comunidad eclesiástica y seglar.

### La primera construcción
Las primeras noticias de su construcción son de comienzos del siglo XIV. La falta de datos precisos hace que se dude de la propiedad de los terrenos sobre los que se levantaba, pudiendo pertenecer a los Condes de Haro, reutilizándose sillares del antiguo Castillo de la Mota; o bien sería el solar de la antigua judería.
Por un testamento del 21 de agosto de 1421 otorgado por el clérigo de Haro Pedro Sánchez, se sabe que en esas fechas ya se había construido en Santo Tomás la capilla de San Miguel con su altar y la capilla de la Claustra, mandada pintar por el otorgante, además de otra edificada por el mismo para su enterramiento cabo la puerta principal.
Su mala construcción y administración llevó a que comenzara a hundirse en 1499, situación que conllevaría su demolición años después tras la previsión de reformas por parte del cabildo que no llegarían a iniciarse.
Entre 1512 y 1525 Felipe Bigarny, uno de los más insignes escultores del renacimiento español, construyó la portada principal y un retablo mayor. Se sabe que la tasación de la obra era de 510 000 maravedis el retablo y 270 000 la portada.
Esta primera construcción contaba con los altares de San Nicolás, las Capanillas, San Juan, Santa Brígida, San Antón y el altar mayor denominado Corpus Cristi.

### Demolición parcial de la anterior y construcción de la nueva

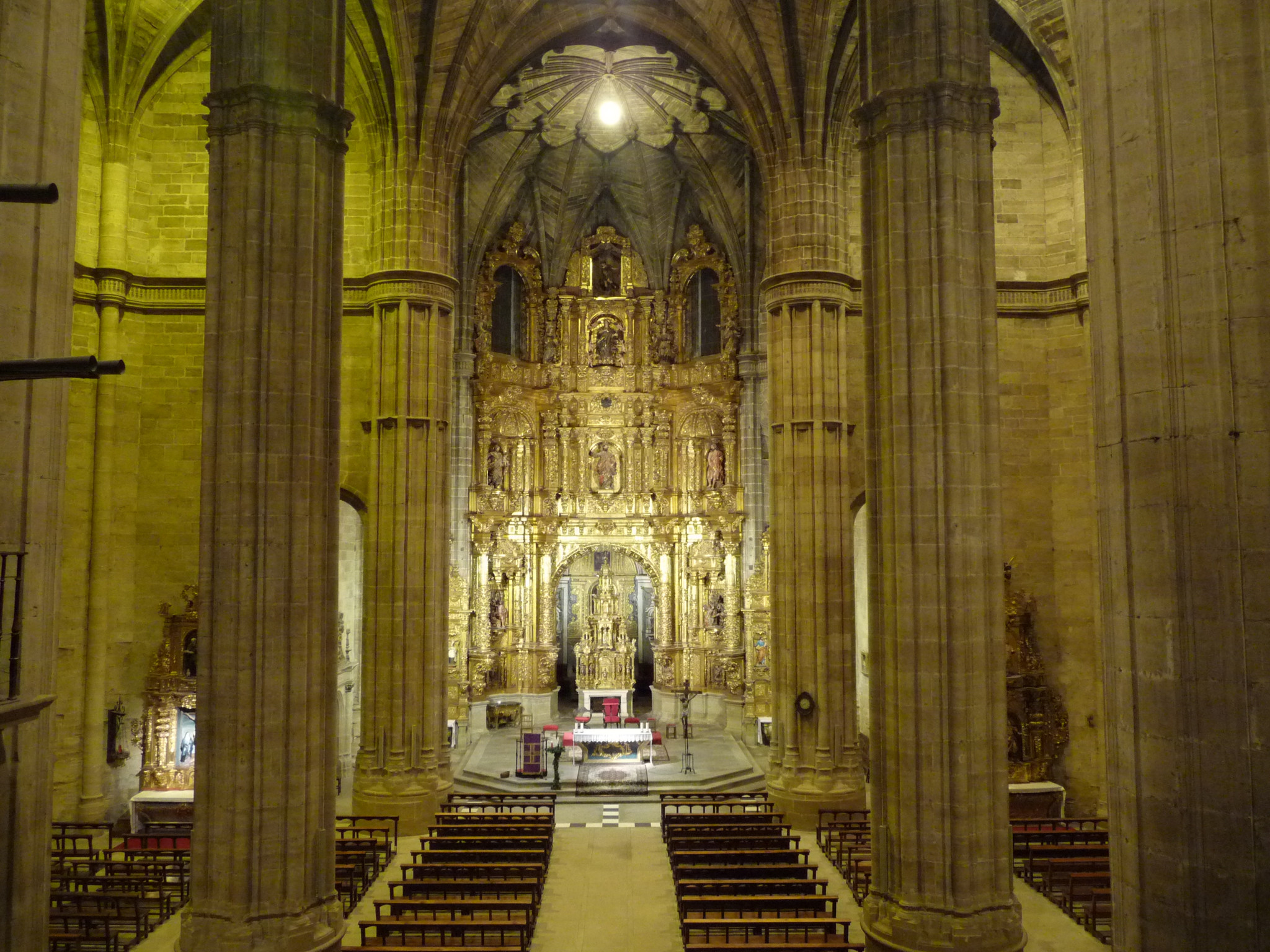
Vista interior general desde el coro.

En 1534 se contrató la demolición de los restos de la primera construcción (respetándose algunas partes como la portada de Bigarny). Ese mismo año el cántabro Juan de Rasines comenzó la construcción de la capilla mayor. En 1548 se contrató a Juan Negrete, cantero y oficial de Rasines, pagándosele doscientos ducados por lo hecho y por hacer en la capilla y el crucero.
Parece que en 1549 Pedro de Rasines, hijo de Juan, continuaba con las tareas que había dejado pendientes su padre tras su fallecimiento, trabajando en la construcción del crucero y la sacristía, pero el cabildo queriendo concretar la obra la sacó a concurso, otorgándosela a la traza presentada por Pedro. Así el 18 de julio de 1564 firmó un contrato por el que se comprometía a continuando con lo ya hecho, realizar en los ocho años siguientes, nueve capillas, la torre, capilla de coro, capilla del órgano, escaleras para coro y torre, y capilla para la pila bautismal.
Aunque se avanzaba la construcción de la nueva iglesia, en 1569 todavía quedaban partes de la antigua por demoler. Así el 11 de mayo de ese año, los maestros de cantería Pedro de Origoitia y Martín de Arteaga, tasaron la piedra de la obra vieja en 220 830 maravedís, cantidad que sería descontada a Rasines del valor de toda la obra, según habían acordado por contrato.
Al fallecer Pedro en 1572 y aun habiendo transcurrido ya los ocho años pactados, la obra tenía todavía mucho trabajo por delante. Continuó con ella su hijo Rodrigo Díaz de Rasines, con quien se hizo nuevo contrato el 3 de mayo de 1573, debiendo terminar tres años y medio más tarde. Transcurrido bastante más de este tiempo seguía sin finalizarse lo contratado, por lo que el cabildo el 11 de julio de 1581 reclamó judicialmente ante el tribunal de la Chancillería de Valladolid, para que se terminaran los cuatro pilares sobre los que debía colocarse el tejado.
El 7 de septiembre de 1582 condenaría a los Resines a pagar daños y perjuicios.
Su hermano Pedro de Rasines reparó la capilla mayor en 1583 y enlosó la sacristía en 1587.
En 1589 se solicita a Pedro de Origoitia, artista de Ochandiano, que trabajara en ella, haciéndolo hasta su muerte en 1600. El hijo de Pedro, Andrés García de Origoitia, continuaría con el trabajo, comprometiéndose a concluir el tejado para el 1 de mayo de 1601. Obra de padre e hijo son los nervios que cruzan los arcos torales del techo.
El 16 de noviembre de 1603 Andrés García cedió la obra a Andrés de Benea, procedente de Urbina, que junto con su hijo Pedro de Benea terminaría las nueve capillas y el coro.
La Iglesia fue inaugurada en 1607 al trasladarse la reliquia de San Felices desde la Basílica de la Vega.
En 1626 Pedro de Urquiola, quién poco después repararía el Puente de Briñas, colocaba en el antepecho del coro y la escalera las rejas fabricadas por Lázaro de Arregui.

### Levantando la torre

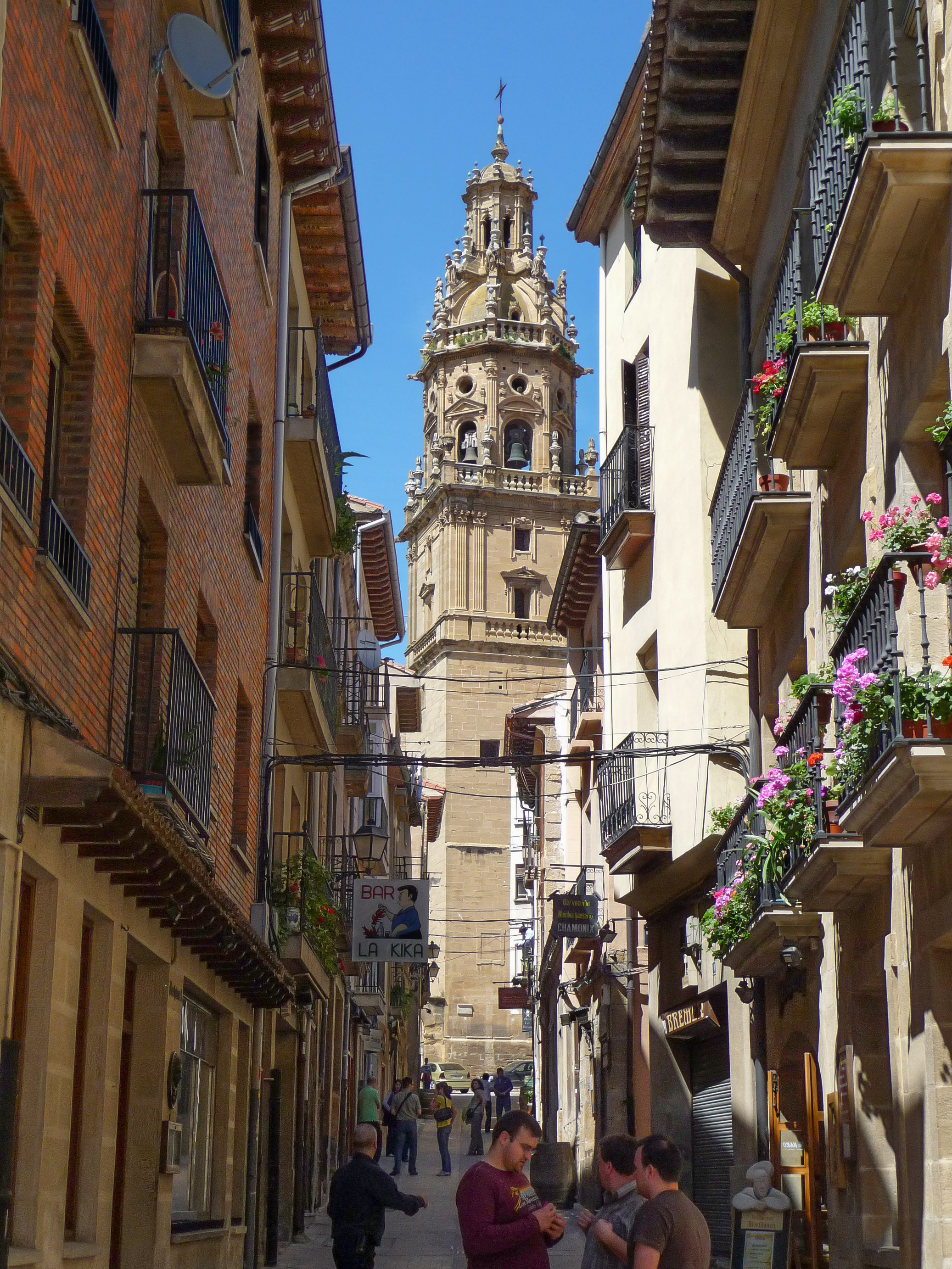
Torre de la iglesia desde la calle Santo Tomás.

En 1627 el cantero jarrero Pedro de Solano Palacio realizó la traza de una primera torre, de estilo clasicista con cúpula de media naranja. Esta fue levantada por Rodrigo de la Cantera, Domingo Güemes y Francisco de la Riva Agüero entre 1628 y 1629.
El 14 de agosto de 1671, encontrándose arruinada se acordó sacar a subasta la construcción de una nueva. La tarea fue entregada a Juan de Raón, que se comprometía a levantarla en ocho años por 13 000 ducados. La obra se efectuó con piedra procedente del término de la Magdalena. Tan buena era la marcha de la obra que en 1673 se le instó a que fuera terminada en cinco años. Esta tenía un chapitel provisto de veinte bolas de cobre forrado de plomo, del estilo al que se construiría en el monasterio de San Millán de la Cogolla.
El 18 de junio de 1717 un rayo incendió el chapitel metálico, destruyó el cimborrio y arrancó numerosas piedras de la torre, quedando dañado el tejado. El 15 de febrero de 1719 se hizo escritura con Agustín Ruiz de Azcárraga, de Durango, para trazar y construir una nueva sobre los destrozos provocados por la tormenta, con previsión de terminarla para el 1 de marzo de 1723, aunque se retrasaría en su finalización hasta 1725.
Martínez Glera señala la importancia y características de esta torre, ya que servirá de modelo para otras construidas en la zona, como la Concatedral de Santa María de la Redonda de Logroño en 1742; la iglesia de Nuestra Señora de la Asunción de Briones en 1750; la Catedral de Santo Domingo de la Calzada en 1765; la iglesia de San Miguel en Labraza de entre 1768 y 1770; y la de Santa María de la Asunción en Oyón.

### Reparaciones y añadidos posteriores
En 1711, el estado general del interior de la iglesia obligó a realizar obras, cambiando el retablo mayor, colocando enlosado de un pie de grueso, grada para la división del presbiterio y la nave central con piedra de Atamauri, hacer una sacristía, quitar el brocal del pozo que había debajo del coro y reparaciones de altares.
En 1925 se ponen campanas nuevas.
En 1979 se inició la limpieza y restauración de la torre y cubierta del tejado de la iglesia, sufragado por la propia parroquia. En una primera fase se recuperó la zona del campanario, su solera, vuelo de cornisas, balaustradas y pináculo. En la segunda pináculos, balaustres y reproducciones de esculturas de piedra. En la tercera se terminan las esculturas, balaustres en zona superior y la cúpula con veleta y apoyo en piedra.
En 1988 se instaló la iluminación exterior de la torre.

### Monumento histórico artístico
El 3 de junio de 1931, el gobierno provisional de la segunda República la declaró Monumento Nacional. Esta designación fue ratificada el 14 de abril de 1944 por el Ministerio de Educación Nacional. En tanto que monumento, tiene categoría de Bien de Interés Cultural (BIC).

## Historia de su cabildo
El cabildo de la iglesia a lo largo de su historia ha gozado de algunos privilegios, que en ocasiones para poder sacar partido de ellos le ha llevado a mantener litigios o acudir a concordias.
En el primer tercio del siglo XVI se tenía por costumbre inmemorial que el cabildo eclesiástico de la villa estuviese formado por nueve beneficiados enteros, seis medios y quince servidores patrimoniales.
El 21 de julio de 1528 celebró una concordia con el convento de San Agustín de Haro por la cuarta funeral y otros derechos parroquiales, ya que por entonces el convento gozaba de predilección entre la población (en gran parte debido al estado ruinoso de la parroquia en esa época), acudiendo a su culto y solicitando el enterramiento en su iglesia en detrimento de la de Santo Tomás.

## Descripción exterior

### Portada principal

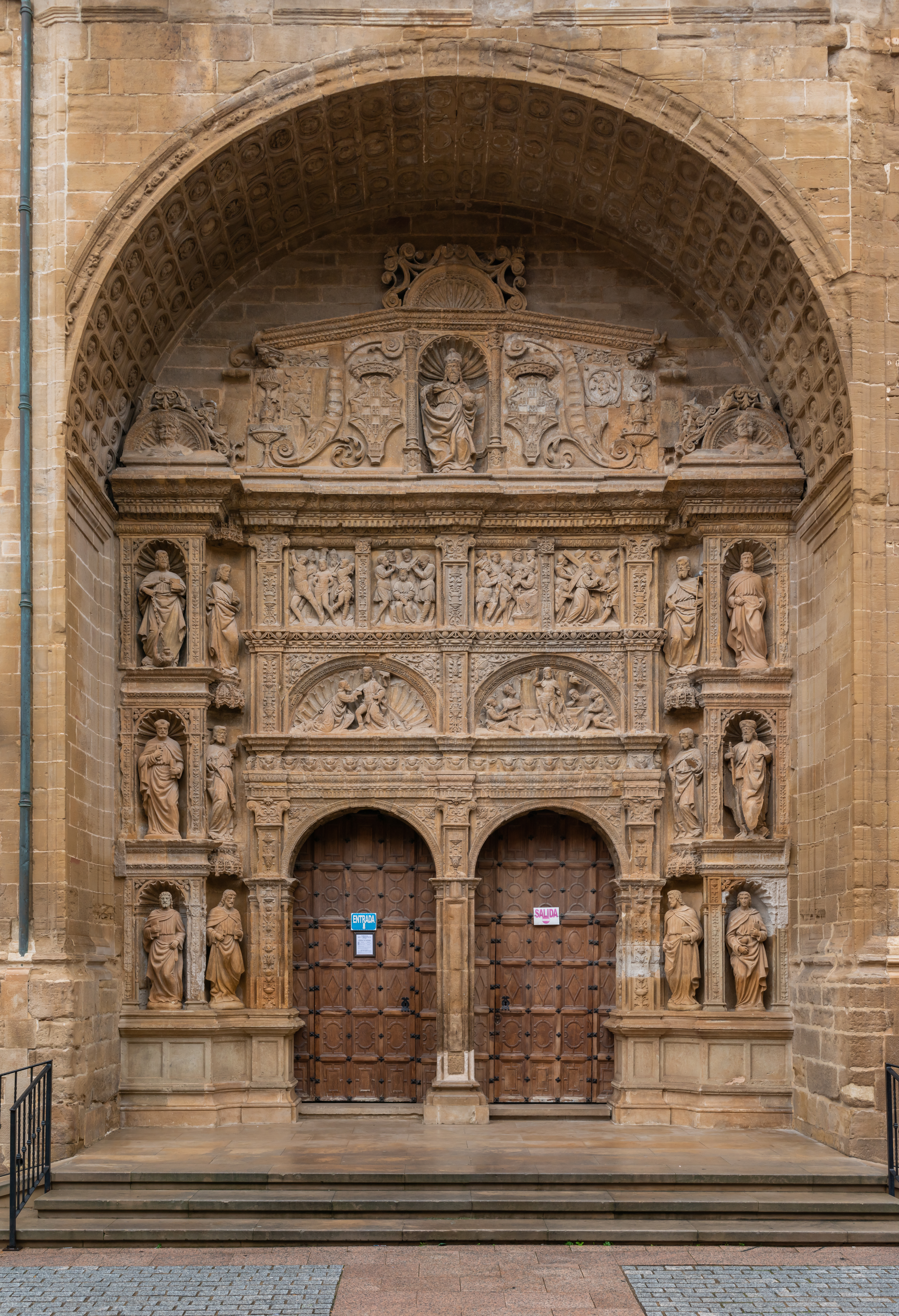
Portada principal. Obra de Felipe Bigarny.

La portada principal o del mediodía, de estilo plateresco es obra de Felipe Bigarny. Fue construida antes que el resto de la iglesia con piedra procedente de las canteras de Fontecha, labrada al estilo cuatrocentista, comenzando en 1512, quedando terminada en 1525. Fue concebida como retablo, con iconografía dedicada a la Pasión y a Santo Tomás. Los gastos de su construcción fueron pagados con las aportaciones y donativos del pueblo.
Está dividida en tres cuerpos de seis calles y ático. En los laterales se encuentran los doce apóstoles con vestido telar, excepto Santiago el Mayor que viste de peregrino. En el centro se encuentran dos puertas con arco de medio punto separadas por un parteluz a la manera románica, con un friso adornado con caras de ángeles. Sobre éstas hay dos tímpanos semicirculares con representaciones de la incredulidad de Santo Tomás metiendo su mano en el costado de Jesús (izquierda) y la Resurrección, apareciéndose el Salvador a los Apóstoles (derecha). Por encima de ellos cuatro relieves con escenas evangélicas; flagelación, coronación de espinas, Jesucristo ante Caifás y calvario. En lo alto se encuentra una escultura en hornacina de Jesucristo con corona imperial, con el globo terrestre en su mano izquierda y a ambos lados de ésta el escudo de armas de los Fernández de Velasco.
A mediados del siglo XX la portada se encontraba en muy mal estado, habiendo desaparecido tres esculturas de apóstoles y encontrándose otras mutiladas y deterioradas. Estos destrozos según Gil Munilla, habrían sido provocados en los excesos de las algaradas callejeras, producidas por la inestabilidad política de la monarquía española en los años veinte. Fue restaurada en 1955 por el escultor José de Larrea Echániz, de Bilbao, pagando la obra el cura mayor Florentino Rodríguez Escolar, que con motivo de sus bodas de oro sacerdotales dedicó su sueldo íntegro (obtenido como profesor de formación religiosa en el Instituto Laboral y en la Escuela Elemental de Trabajo.) a este objeto y a los centros de caridad.
La última restauración se llevó a cabo en 1999.

### Muro del pretil y portada interior
Al lado izquierdo de la portada principal se levanta un muro pequeño o pretil, mandado construir el 10 de enero de 1696, para evitar corrimientos de tierras del monte que se encuentra junto a la iglesia. Sus autores serían Luis de Aza y Juan de Ubalde. Este pasillo se encuentra cerrado por un arco con puertas de hierro forjado, sobre el cual se encontraba la escultura de una leona, ya indistinguible por la erosión. En su interior existe una portada de estilo manierista de finales del siglo XVI, con arco triunfal. No se usa habitualmente.

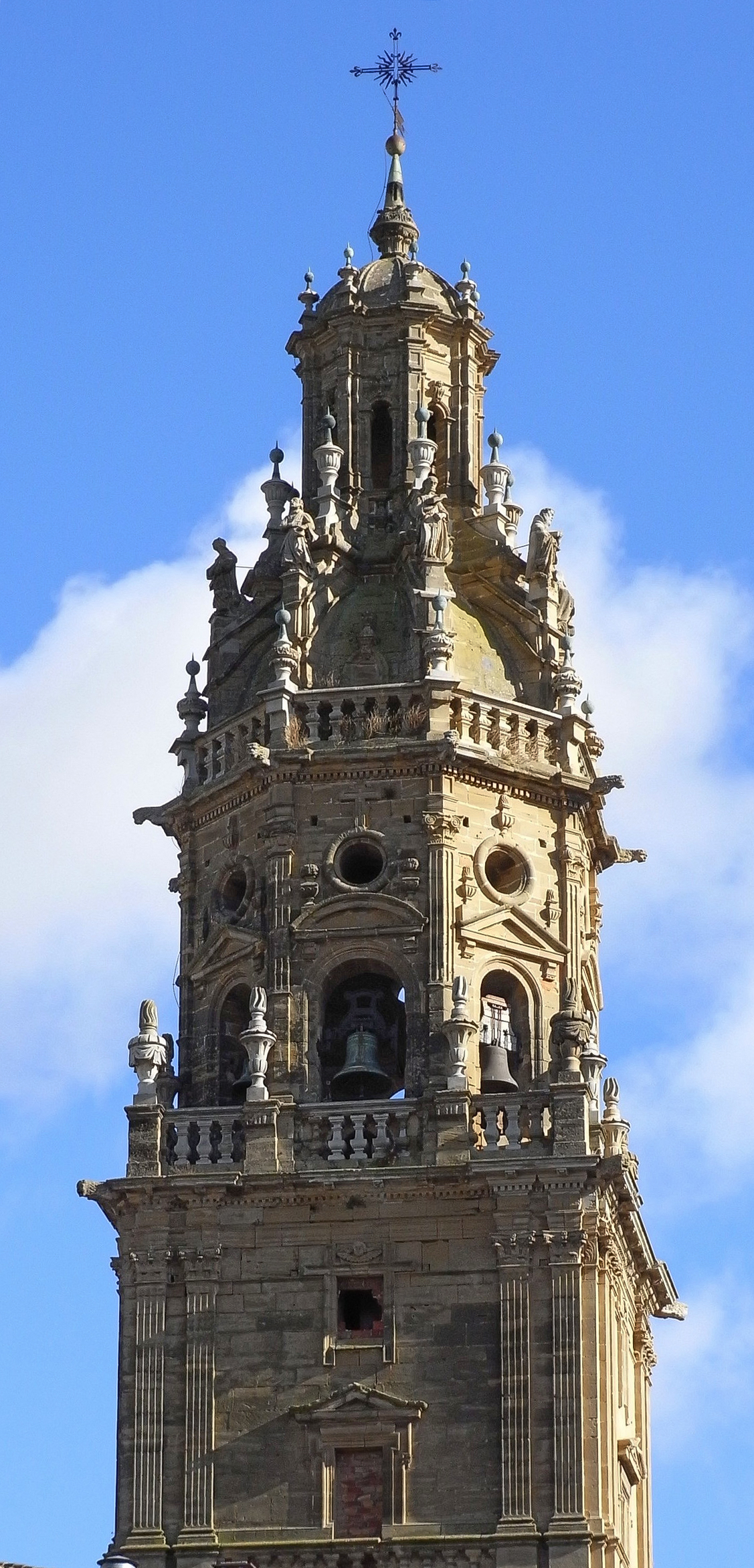
Detalle del campanario y cúpula.

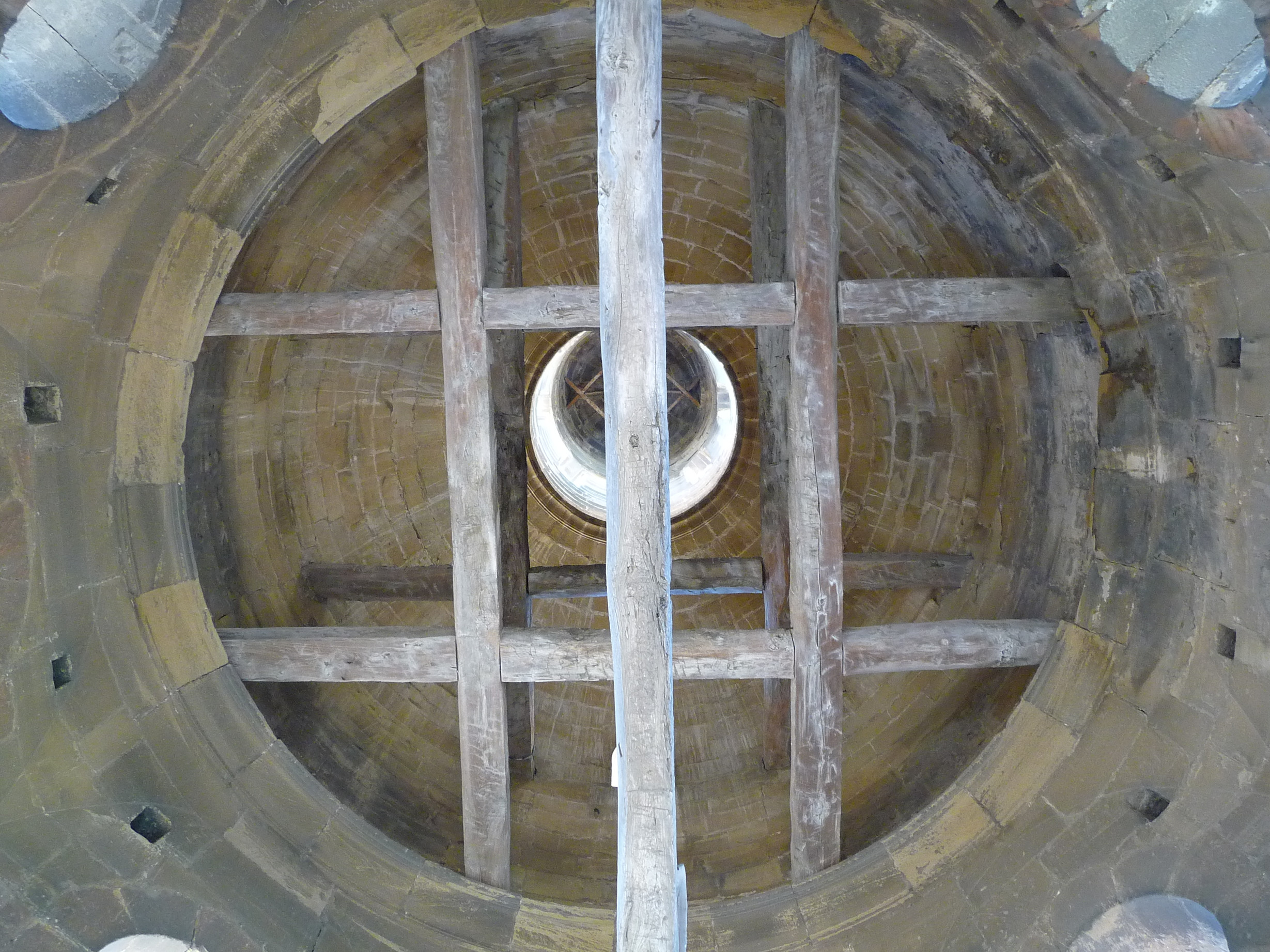
Interior de la torre vista desde el campanario.

### Torre
La actual torre del campanario está formada por cuatro cuerpos. Los dos inferiores son de planta cuadrada, llegando hasta el tejado con una altura de 22 m, realizados por Juan de Raón. Los dos cuerpos superiores de 46 m de planta octogonal, fueron trazados y construidos por Agustín Ruiz de Azcárraga, con influencias del barroco de Francesco Borromini.
Un total de 68 metros, recorridos por su interior por 153 escalones.
Los dos últimos tramos están bastante adornados. Así en cada esquina del octógono con sus ocho arbotantes, se encuentra un jarrón terminado en bola y la imagen de un santo riojano de antigua memoria.
La que mira hacia la calle de Santo Tomás pertenece a San Felices y continuando hacia la derecha según se observa aparecen Santo Domingo de la Calzada con gallo y gallina a sus pies, San Emeterio y San Celedonio vestidos de soldados romanos, Santa Oria, Santo Domingo de Silos, San Formerio y San Millán portando el arca de las reliquias. Además aparecen gárgolas, jarrones, cornisas, relieves, estípetes terminados en esferas y esculturas.
La linterna cuenta con ocho ventanales alargados y ocho jarrones en su cornisa. Sobre ella un cupulino con aguja, bola, veleta y cruz.

#### Conjuratorio
En el segundo cuerpo de la torre, bajo el campanario, se encuentra el conjuratorio. Una ventana desde la que un sacerdote invocaba contra tormentas y pedriscos.
En el memorial de cargas de la villa de 1750, se registra el pago al religioso confesor de San Francisco, por conjurar los aires después de acabada la misa de Alba, desde Santa Cruz de mayo (3 de mayo) hasta Santa Cruz de septiembre (14 de septiembre).
La ventana cuenta con moldura resaltada y frontón roto curvo. Sobre ella hay otra ventana con vano menor moldurado y con una cabeza de ángel en el dintel.

#### Campanas
Las campanas originales eran de 1618 y la mayor de ellas denominada Santa Bárbara pesaba 733 kg. Las actuales se pusieron en 1925.

## Descripción interior

### Iglesia

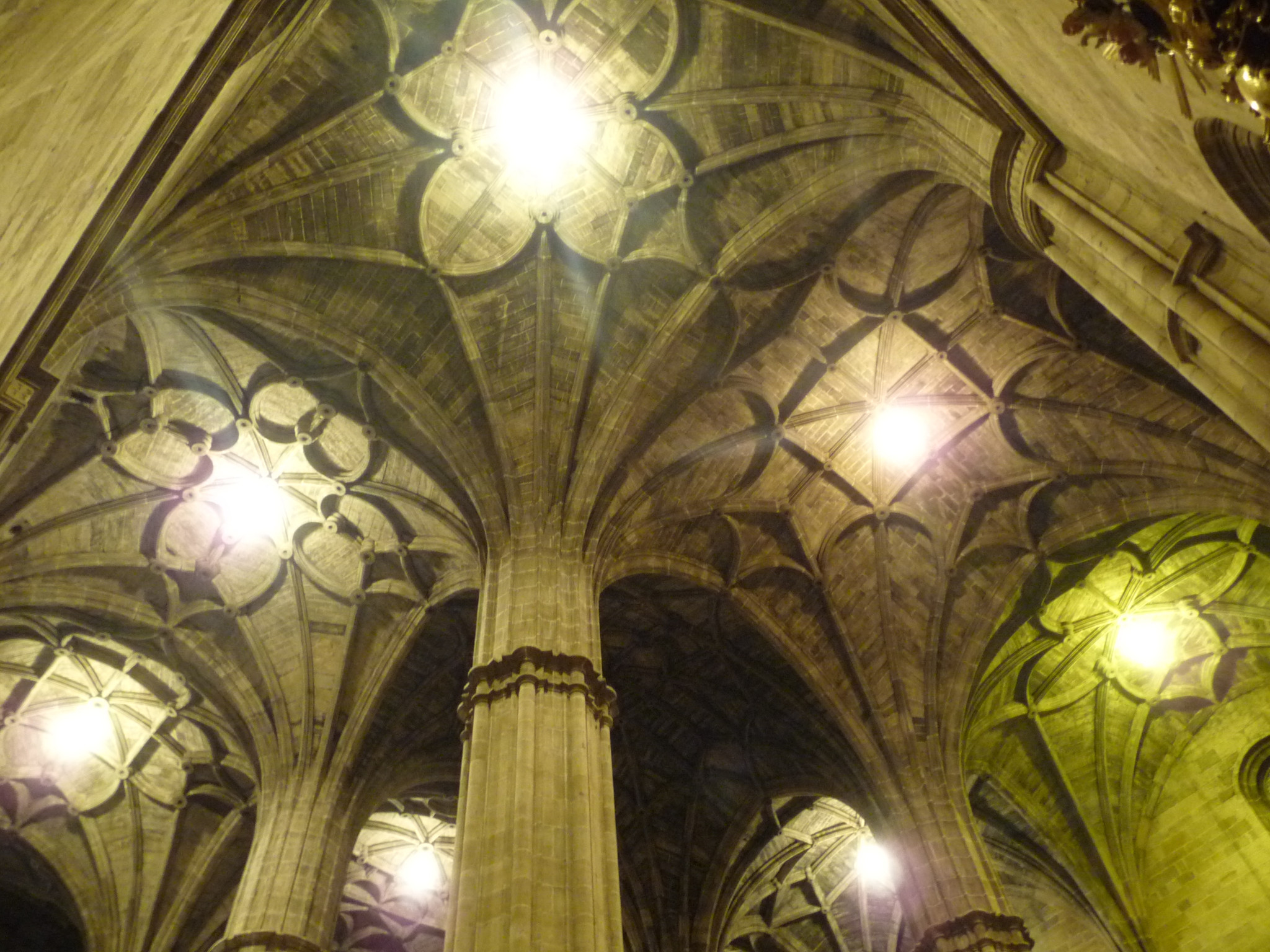
Bóvedas de crucería.

La iglesia fue construida entre 1512 y 1613. Consta de cabecera central poligonal ochavada a la altura de la bóveda y de tres naves de la misma altura, separadas por cuatro pares de pilares que forman cuatro tramos.
Por su estructura a modo de espacio único con naves a la misma altura está considerada un hallenkirchen, término asociado a la idea de iglesia de salón.
Fabricada en piedra de sillería de las canteras de Motúlleri, excepto la linterna de la sacristía y otros pequeños añadidos posteriores. Ocupa una superficie interior de 2285 m².
Las tres naves se unen a la cabecera por un gran arco triunfal central, ligeramente apuntado, y dos altos y estrechos arcos ojivales laterales, que disimulan la menor anchura de la cabecera.
Los anchos y altos pilares (los cuatro primeros con zócalo circular y los cuatro últimos con zócalo cruciforme) son macizos y llevan adosadas columnas y pilastras que se abren en sus falsos capiteles sobre arcos apuntados, culminando en bóvedas de crucería estrelladas, con nervios que dibujan formas geométricas. Estas bóvedas, con sus nervios, obra de Pedro de Origoitia y Andrés de Venea, trasladan los pesos a los contrafuertes exteriores.
En las dos columnas que soportan el arco triunfal se encontraban sendos púlpitos de hierro del siglo XVII, retirados en el siglo XX. Contaban con guardavoces de madera coronados por ángeles trompeteros de estilo rococó, siglo XVIII.
Debido a la dilatación en el tiempo, la primera sección construida es de estilo gótico tardío (cabecera, crucero y los cuatro primeros pilares con zócalo redondeado. Arcos y vanos apuntados, estrechos y alargados, bóveda estrellada sobre trompas), la segunda renacentista (tramos traseros entre pilares de zócalo cruciforme, con arcos y vanos de medio punto de menor altura, bóvedas baídas con estrellas de traza cada vez más complicada, llegando las últimas a la elipse) y los añadidos posteriores de los siglos XVII y XVIII, barrocos (sacristía, coro y torre).

### Retablo mayor

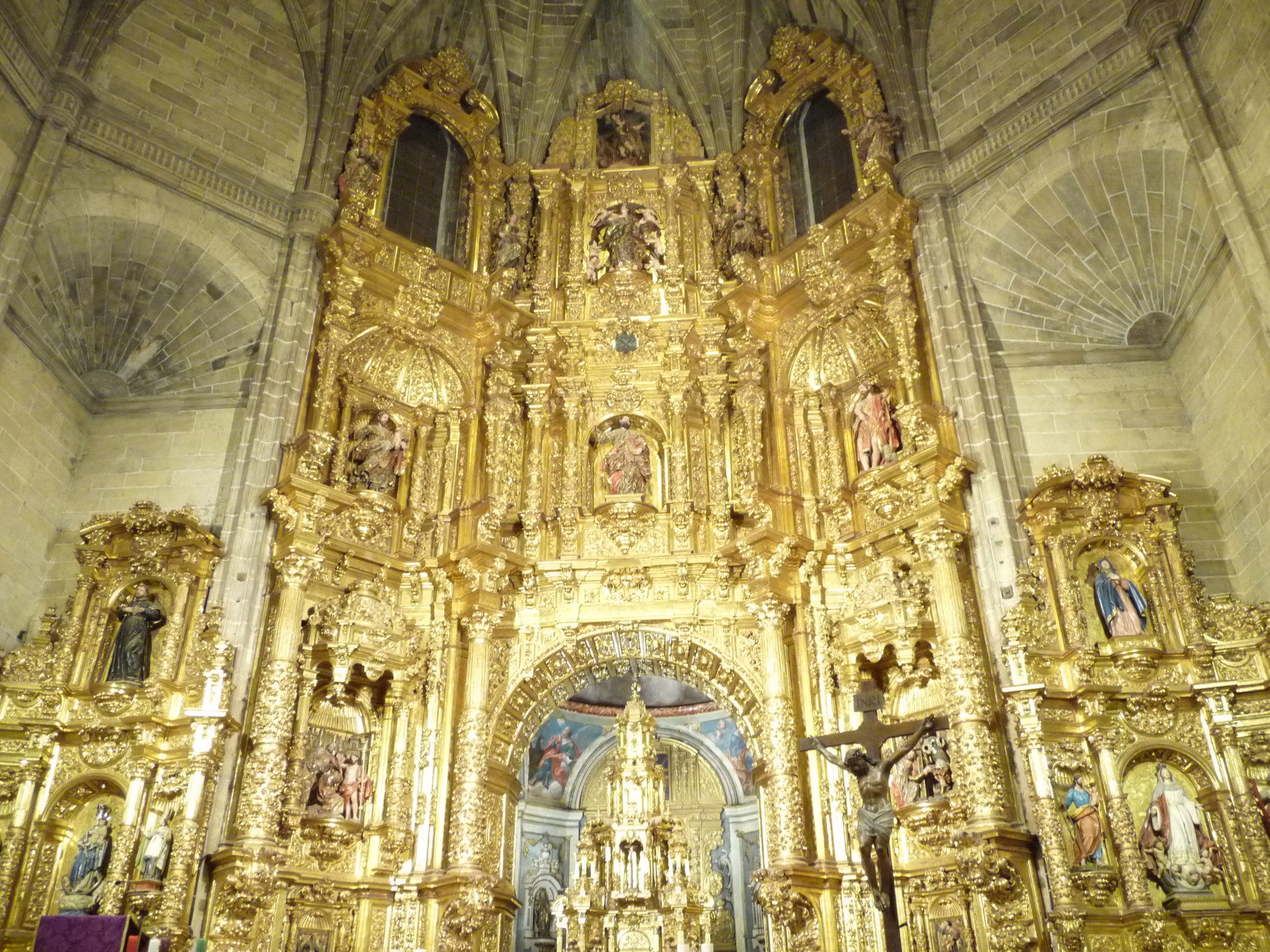
Retablo mayor y laterales.

Entre 1512 y 1525 Felipe Bigarny realizó un retablo para la iglesia. Al hundirse la construcción que entonces se estaba realizando se guardó, montándolo de nuevo en 1558 tras levantarse la nueva capilla mayor y crucero. Según el visitador del obispo era muy bueno. Fue retirado en el siglo XVIII por encontrarse en estado ruinoso.
El actual retablo mayor comenzó a construirse en 1730 y es de estilo barroco con colores dorados. Según Ramírez Martínez habría sido realizado por Santiago del Amo y su taller, según traza de 1711 del fraile Pedro Martínez, del Monasterio de San Pedro de Cardeña. Está considerada como la arquitectura más monumental de comienzos de siglo en La Rioja.
Está dividido en tres cuerpos de tres calles e integra la ventana del ático en el retablo. Están separados por columnas adosadas con forma de candelabro y adornado con hojarasca, estípites (influenciados por el madrileño Pedro de Ribera) y columnas bulbosas. A sus costados se encuentra en el lado izquierdo, el retablo de la Virgen del Rosario y en el derecho el de la Virgen del Amor Hermoso, ambos descritos en los apartados de las naves del lado de la epístola y del evangelio.
Cuenta con siete tallas y dos alto-relieves. En la parte de abajo hay dos puertas de armario con los relieves de San Felices de Bilibio en el tramo de la izquierda, con hábito de monje, barba, calva, flequillo en la frente, con castillo almenado a sus pies y dos ángeles a ambos lados de la cabeza; y Santa Aúrea en el tramo de la derecha. Sobre ellos en el primer cuerpo, aparecen en el lado izquierdo la incredulidad de Santo Tomás y al derecho el Calvario. En el siguiente tramo en el centro Santo Tomás y a sus lados, San José con el niño Jesús y San Juan Bautista. En el tercero, en el centro La Asunción y las Cuatro Virtudes, flanqueada por dos vanos con arco apuntado y vidrieras de 1667. Culmina en el ático con San Miguel pisando al diablo.

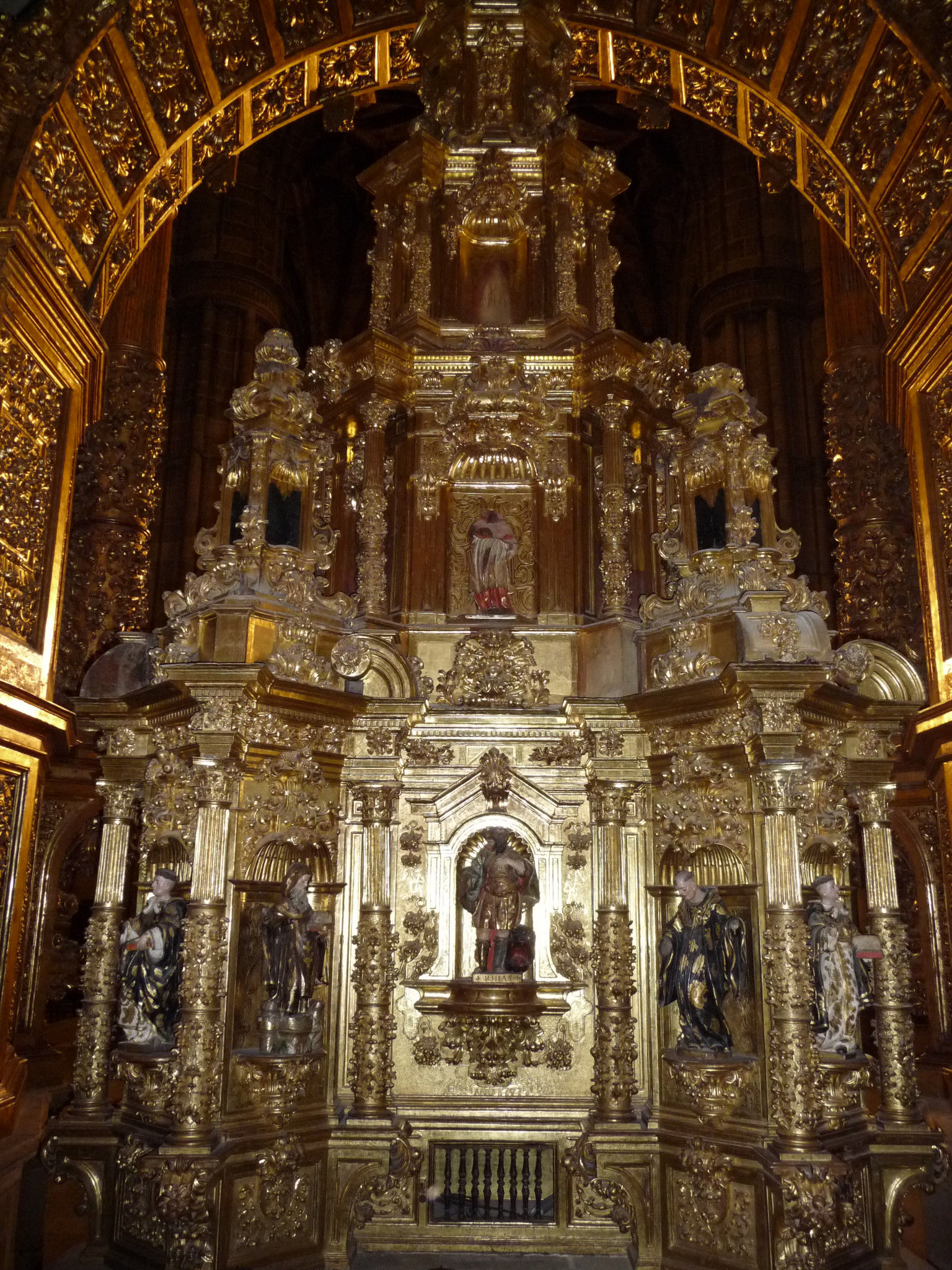
Detalle del relicario.

#### Templete-Relicario
En el centro del retablo se abre un arco de medio punto ocupado por un templete construido en 1715 según traza del fraile Pedro Martínez, en templete mixtilíneo de cuatro cuerpos, con el sagrario de 1757 y más de treinta figuras pequeñas de la misma época, que representan profetas, reyes del Antiguo Testamento y personajes de la iglesia, como Abdías, Elías, Eliseo, Amós, Isaías, David, Daniel, Zacarías, Felices de Bilibio, Ezequiel, Santo Tomás de Aquino, Santo Domingo de Guzmán, cuatro Virtudes y tres padres de la iglesia.
En el frente se encuentra un relicario en el que aparecen estípites y columnas bulbosas, en vez de las salomónicas tan usadas en el resto de La Rioja. En este se encuentran reliquias de San Felices, patrón de la ciudad y de su alumno San Millán de la Cogolla.

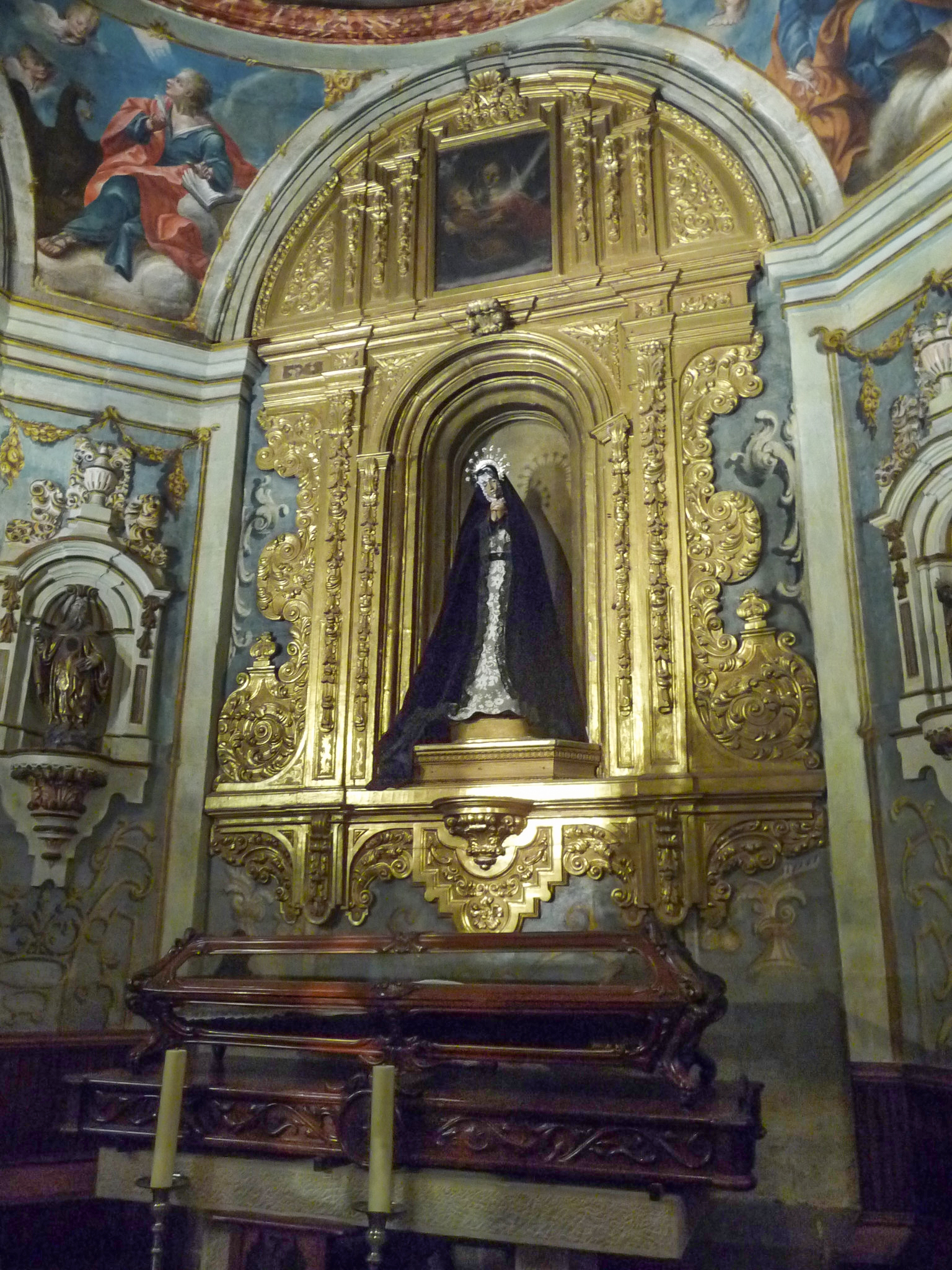
Retablo de La Dolorosa en la Capilla de la Soledad. A sus pies el Santo Sepulcro.

### Capilla de la Soledad
La capilla de La Soledad, también llamada del Santo Sepulcro, se encuentra tras el retablo mayor, quedando su acceso parcialmente oculto por el relicario. Fue finalizada en 1735 y sufragada por la familia Coscojales.
Tiene cúpula de media naranja sobre pechinas, culminada por tambor con linterna y otra cúpula. Paramentos y cúpulas están pintadas al fresco. Sobre la bóveda, pinturas referentes a la Pasión y a la Resurrección. Sobre las cuatro pechinas aparecen pintados los cuatro evangelistas; la de Marcos se ha perdido, Mateo, Lucas y Juan.
En el retablo central de estilo barroco en colores dorados, se encuentra La Dolorosa. A sus pies hay un féretro acristalado con una talla del Cristo yacente, perteneciente al antiguo retablo. Esta imagen es procesionada en Viernes Santo. Sobre estos hay un cuadro de la Virgen atendiendo al niño Jesús.
Hornacinas renacentistas albergan tallas que se supone son copias del antiguo retablo de Bigarny, la de la izquierda es una imagen de San Felices con relicario interior, la de la derecha es de San Mateo.
Cuenta con un pasadizo a la izquierda que da acceso a la sacristía, con puerta rematada por frontón roto en volutas. Sobre este hay una imagen de la Virgen del Carmen rodeada por columnas pintadas y coronándolas aparece San Emeterio, quedando sobre la ventana de la pared de enfrente San Celedonio, ambos patronos de la diócesis de Calahorra y La Calzada-Logroño.
En la entrada izquierda hay una pintura de Los Improperios (la coronación de espinas) y a la derecha otra de la oración en el Huerto.

### Nave del lado de la Epístola
En la nave de la Epístola (según se entra a la derecha) hay dos ménsulas circulares de piedra con imágenes a tamaño natural de San Pedro,(Imag.2) barroca del siglo XVIII; y del Corazón de Jesús,(Imag.3) de la escuela de Olot, finales del siglo XIX o inicios del siguiente.
Más adelante hay un pequeño altar rococó, con Santa Bárbara y San Vicente,(Imag.4) que la tradición indica que habrían tenido martirios similares. Fue mandado construir el 10 de marzo de 1721 con dinero de los fieles y del ayuntamiento.
Justo a la derecha del altar mayor hay un altar dedicado a Nuestra Señora del Amor Hermoso,(Imag.5) construido hacia 1718. Rodeando a esta imagen principal aparecen, a su izquierda San José; a la derecha San Andrés; encima La Dolorosa, barroca del XVIII.
Además justo sobre la doble puerta de la entrada principal de la iglesia, se encuentra una imagen de Santa Ana y su hija,(Imag.1) la Virgen María, obra de Estaban de Ágreda de finales del siglo XVIII en estilo rococó.

### Nave del lado del Evangelio
Frente a la entrada, en el tercer tramo del lado del Evangelio, se encuentra el altar de la Virgen del Carmen,(Imag.1) de la escuela de Olot. Sobre la imagen de la virgen aparece otra de San Antonio de Padua. El retablo es de estilo barroco con decoración rococó. Tiene columnas salomónicas con decoración vegetal y floral.
A su derecha hay colgado un bajo relieve de las Ánimas del Purgatorio,(Imag.2) del siglo XVIII. En él se aprecia al Arcángel Miguel pesando almas en una balanza y a Santo Domingo de Guzmán, fundador de los dominicos, recibiendo el rosario de la Virgen.
Le siguen dos hornacinas. La primera de la Inmaculada Concepción(Imag.3) y la segunda de San Felices,(Imag.4) patrono de la localidad, realizada en Madrid por Esteban de Ágreda y entregada al cabildo en 1794. A los pies de este hay dos arquetas de plata con restos de San Felices y San Millán.
Más allá hay un pequeño retablo representando el Calvario,(Imag.5) lugar donde Jusús fue crucificado, de la escuela de Olot, comienzos del siglo XIX. Sobre él una imagen de Santo Domingo de la Calzada.
Justo a la izquierda del retablo mayor se encuentra el altar de la Virgen del Rosario.(Imag.6) Rodeando a esta imagen aparecen a su izquierda San Lorenzo, portando la parrilla con la que le martirizaron; a la derecha un Obispo; y encima San Francisco Javier, precursor de la Compañía de Jesús.

### Coro bajo
Tiene altares en hornacinas renacientes de 1726, con figuras de San Ramón Nonato, San Roque, la talla de San Felices de 1655 y estilo clasicista, es la más antigua conservada en Haro, aunque mal conservada, llamando la atención que no la acompañan ni libro ni castillo.
El Baptisterio, lugar donde se administra el bautismo, constituye un conjunto renacentista, con media cúpula esférica casetonada y pintura al fresco en la bóveda anexa. La pila bautismal, de principios del siglo xVI, procede de Anguiano.

### Coro alto
La sillería cuenta con 21 asientos altos y catorce bajos, atribuidos a Miguel de Uría, son de finales del siglo XVII.

#### Órgano barroco

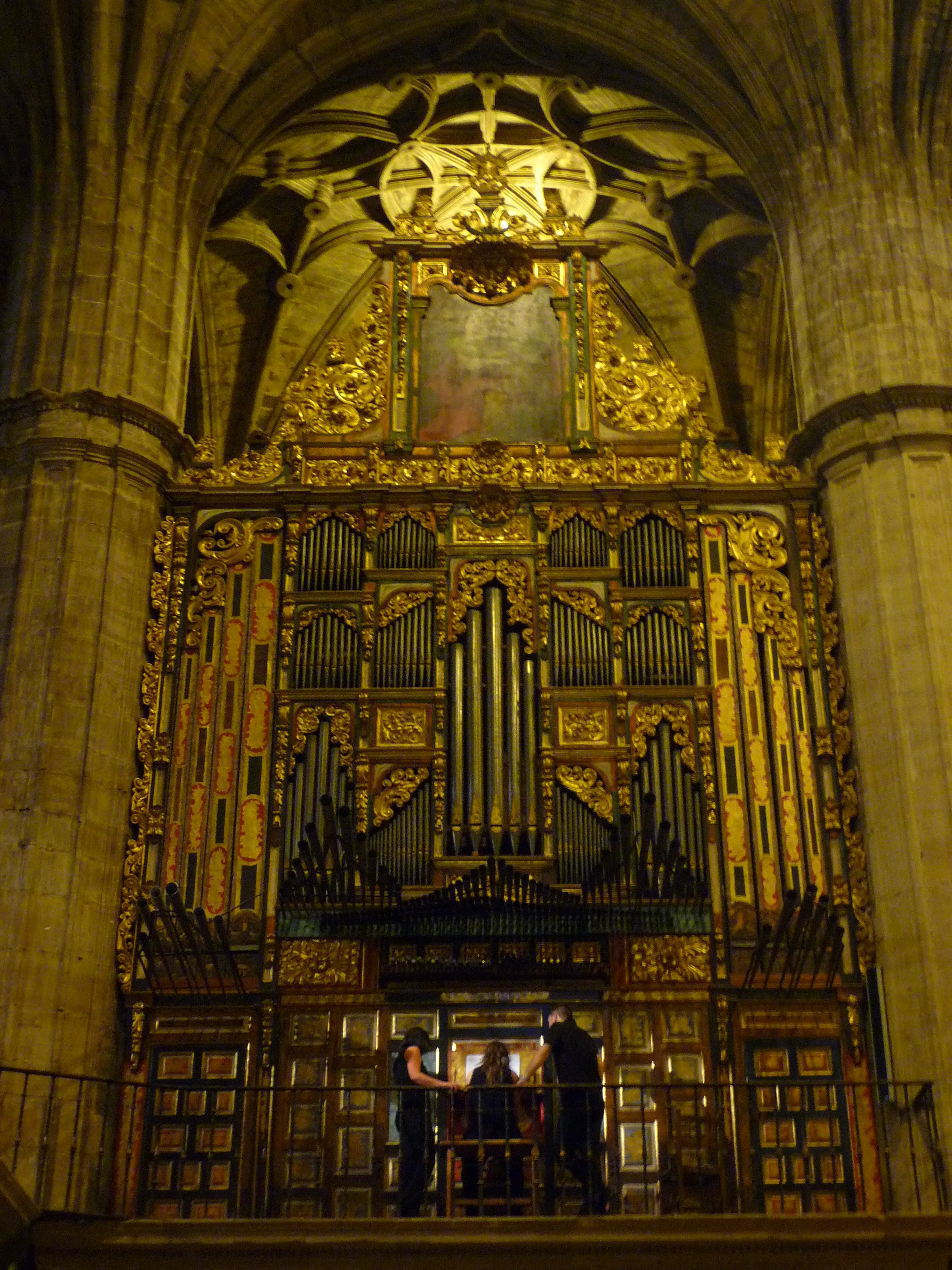
Órgano barroco.

En el lateral del coro, sobre un arco neoclásico, se encuentra un órgano barroco del siglo XVII, con cualidades de los "órganos ibéricos", que aún conserva el sello original que le dio vida. Se encuentra dentro de una caja rococó en cuya parte superior hay una pintura de Santa Cecilia, patrona de los músicos, de finales del siglo XVII.
Su construcción fue contratada con el lerinés Lorenzo López de Galarreta y Baquedano (el organero con más prestigio de la zona en esa época) el 6 de septiembre de 1642, situándolo sobre un arco de cantería realizado en 1645 y finalizando la obra en 1651.
En la villa había un gran interés por la música sacra. Por ello en la redacción de las ordenanzas para la elección de alcaldes, regidores y procuradores del ayuntamiento, aprobadas por el cuarto Condestable de Castilla Íñigo Fernández de Velasco el 24 de septiembre de 1693, se incluía un artículo que intentaba evitar que el cargo de organista pasase a ser patrimonio de familias concretas, intentando suscitar la participación de todos los vecinos con opción a dicho cargo.
La primera ampliación fue contratada el 30 de noviembre de 1706 con Francisco de Olite, realizándose otras posteriormente por parte de Joseph Antonio Balzategui en 1793, Felipe Urarte en 1743, Santiago de Ardoyca en 1756, Domingo Garagalza en 1798.
Aunque en su inicio contó con unos 1.200 tubos, tras los sucesivos añadidos y ampliaciones cuenta con más de 1700, tras los cálculos realizados durante la restauración finalizada en agosto de 1993. 
Uno de sus organistas fue José Español.
En 2003 se llevó a cabo una restauración por parte del Taller Diocesano de Restauración de Órganos.

### Antesacristía y sacristía
La antesacristía, sacristía y sala capitular son obras barrocas realizadas sobre el 1770 por Joaquín de Olara y José Amendio.
Su acceso desde la iglesia es una portada de medio punto flanqueada por columnas corintias adosadas, entablamiento rococó, jarrones en sus laterales y frontón roto con tiara eclesiástica, ángeles y Espíritu Santo en lo alto.
Antesacristía
En ella hay una pequeña imagen de San Agustín de cerca de 1515, original de Felipe Bigarny; un crucifijo de gran tamaño de principios del siglo XIX procesionada en Semana Santa por voluntarios de la Cruz Roja; y una santa barroca de entre el siglo XVII y XVIII.
La fuente renaciente de mármol negro probablemente fue hecha por el jarrero Domingo de Areso, por la que en 1579 se le pagaron seis reales y medio.
Sacristía

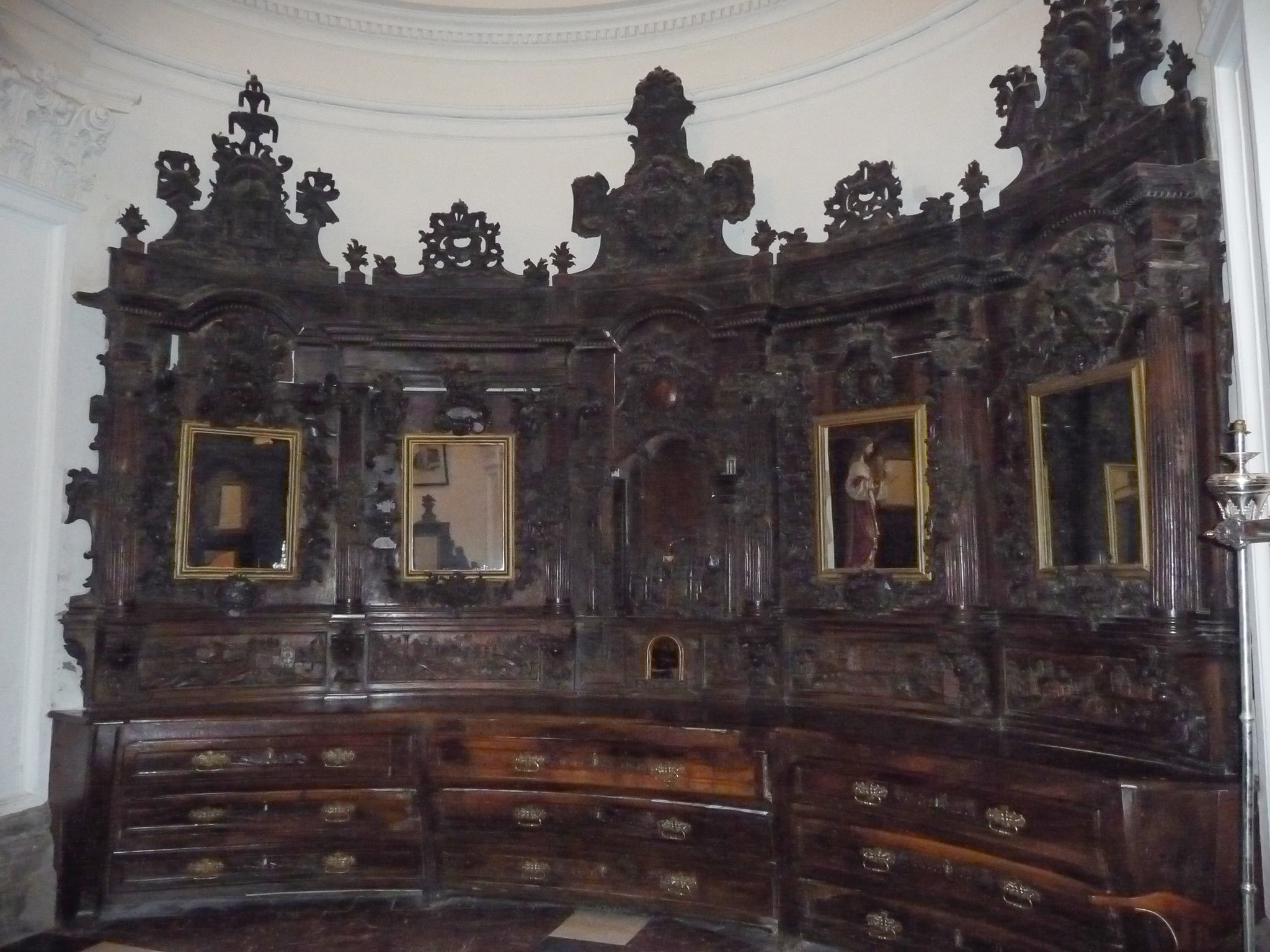
Armario frontal de la sacristía.

Está cubierta por cúpula sobre pechinas y cuartos de esfera, culminada por linterna y cúpula de medio punto. Su decoración con yesería de rocalla le facilita gran luminosidad.
Tiene una imagen de San Roque, protector ante la peste y epidemias, de finales del siglo XVI y un lienzo de La Piedad de la escuela andaluza del XVII.
Casi toda la parte baja de la sacristía está cubierta por tres grandes muebles de finales del siglo XVIII, con cajonería y respaldos a modo de retablo, divididos por columnas con relieves de imaginería, paisajes, rocalla y espejos.
El mueble central tiene relieves divididos en tres calles. La alta tiene una Verónica con Santo Sudario, flanqueada por dos Santos. La central dos músicos, animales reales (pájaros, elefante con castillo) y animales fantásticos (dragón, grutescos). En la inferior aparecen tres paisajes con palacios que a algunos les recuerdan a Holanda.
El mueble de la derecha tiene dos paisajes. Una ermita con espadaña y castillo y otra ermita con espadaña.
El mueble de la izquierda tiene también dos paisajes. Uno con molino, castillo y puente; y otro con castillo.

### Otros datos
El Vía Crucis repartido por las paredes de la iglesia fue realizado por M. Domingo Peris, del Instituto Cristiano de Artes Decorativos.
Los confesionarios son de finales del siglo XIX a primeros del XX y se le atribuyen a los ebanistas Cabezón y Besga.
Todas las vidrieras fueron realizadas por Santiago Barrio entre 1998 y 1999, con fondos de la familia Sánchez del Río - Fernández de Muniaín. En una de la nave de la epístola aparece la Virgen de la Vega y en otra de la nave del evangelio aparece San Felices.

## Misas
Durante todo el año se realizan misas los viernes y sábados a las 20 horas y domingos a las 10, 12, 13 y 18 horas.
Solemnidades particulares:
- El 17 de enero, día de San Antón, se bendicen animales domésticos.
- Los días 21,22 y 23, triduo en honor a San Felices de Bilibio, patrono de Haro.
- El 25 de junio, día de San Felices de Bilibio, se realiza una misa solemne a las 10:30, seguida de una procesión en la que se porta una imagen del santo y sus reliquias.

## Anécdotas
- Según Enrique Hermosilla Díez, la declaración como Monumento Nacional de Interés Histórico-Artístico de 1931 no se supo en Haro hasta mayo de 1944, cuando fue recogido por la prensa local.